# Oteariki
Oteariki (auch: Ourriki) ist ein winziges Motu des Butaritari-Atolls der pazifischen Inselrepublik Kiribati.

## Geographie
Oteariki ist eine winzige, unbewohnte Insel im Westen der Riffkrone des Butaritari-Atoll. In ihrer unmittelbaren Umgebung liegt Teirio (N).